# Miguel Ángel Zotto
Miguel Ángel Zotto (Villa Ballester, 7 agosto 1958) è un ballerino argentino, eletto tra i tre più grandi ballerini di tango di tutti i tempi.

## Biografia
Il suo cognome originale era Zotta, cambiato in Zotto da un errore di trascrizione nel registro argentino degli immigrati.
Proveniente da una famiglia di immigrati italiani in Argentina dal paesino lucano di Campomaggiore, Zotto inizia a ballare il tango con Michele Arcangelo Zotta, suo nonno paterno (nato a Campomaggiore il 1º aprile 1884) e successivamente con il padre che era un attore argentino.
Inizia lo studio professionale del tango a diciassette anni, con il suo primo maestro Rodolfo Dinzel che dal 1979 lo segue nella sua scuola.
Nel 1984 inizia ad insegnare tango alla "Belgrano University" di Buenos Aires, l'anno successivo entra nel professionismo grazie anche alla sua partecipazione a Broadway dove ha un ruolo in "Tango Argentino" di Segovia e Orezzoli, spettacolo con il quale gira il mondo.

### Tango x 2
Nel 1988 fonda la "Tango x 2 Company".

### Anni 2000
Nel 2007 in gennaio la Compagnia ha presentato "Miguel Angel Zotto's Buenos Aires Tango" con una nuova ballerina, compagna di Zotto, Daiana Guspero, al New York City Center. A settembre ha iniziato la tournée in Italia toccando i maggiori teatri nazionali con date a Torino, Milano, Roma, Bologna e Cremona.
Nel 2008 in gennaio la compagnia è ritornata a New York, e in aprile in Inghilterra sempre con lo spettacolo "Miguel Angel Zotto's" per poi tornare in Italia per la seconda parte della tournée italiana, con una grande performance a Torino all'8° Tango Torino Festival.
Nel 2011 è stato ospite al Festival di San Remo dove si è esibito in un numero di danza assieme alla connazionale showgirl Belén Rodríguez, co-conduttrice della rassegna canora.

## Riconoscimenti
- "María Ruanova '91 Award"
- "Positano" (1999)
- "Gino Tani Award"

Inoltre Tango X2, nell'aprile del 2000, viene eletto in Argentina come uno dei tre migliori ballerini di tango del secolo, e nel 2002 viene nominato "Accademico" dalla "National Tango Academy" di Buenos Aires.